# Syzygium kunstleri
Syzygium kunstleri är en myrtenväxtart som först beskrevs av George King, och fick sitt nu gällande namn av Kunwar Naresh Bahadur och R.C.Gaur. Syzygium kunstleri ingår i släktet Syzygium och familjen myrtenväxter. Inga underarter finns listade i Catalogue of Life.